# Регимента 30 гарде „Михај Храбри”
Регимента 30 гарде "Михај Храбри" (рум.Regimentul 30 Gardă „Mihai Viteazul”) је једна јединица у Војсци Румуније. Основана је 1. јула 1860. у бази Декрет бр. 63. са дозволом краља Румуније, Александром Јоаном Кузом. Име је добила по Михају Храбром. У овој јединици постоји тзв., Дрил тим. Мање групе војника које изводе трикове са пушком.

## Јутјуб
- Дрил тим, Регимента 30 гарде "Михај Храбри"